# バート・ジョンソン
バート・ジョンソン（Bart Johnson, 1970年12月13日 - ）は、アメリカ合衆国出身の俳優である。

## 出演作品

### テレビ
- クライアント・リスト
- ラスベガス
- 犯罪捜査官ネイビーファイル

### 映画
- 若草物語 Little Women (2018) - パパ・マーチ役
- ビューティフル・ウェーブ
- バイオウルフ
- ハイスクール・ミュージカル/ザ・ムービー
- ハイスクール・ミュージカル2（ジャック・ボルトン コーチ）
- ハイスクール・ミュージカル（ジャック・ボルトン コーチ）
- 罰ゲーム（ガース）

### オリジナルビデオ
- ザ・セル2